# Famille Madarász
Madarász est un nom de famille hongrois qui peut notamment faire référence aux familles de la petite et moyenne noblesse hongroise suivantes (liste non exhaustive):
- Madarász de Nemeskisfalud (nemeskisfaludi Madarász en hongrois)
- Madarász d'Eperjes  (eperjesi Madarász)
- Madarász de Felsőoroszi (hu) (felsőoroszi Madarász)
- Madarász de Felsőpulya (felsőpulyai Madarász)

## Madarász de Nemeskisfalud
Madarász de Nemeskisfalud (nemeskisfaludi Madarász en hongrois) est le patronyme d'une ancienne famille de la noblesse hongroise possessionnée dans les comtés de Somogy et Fejér. Confirmation de noblesse et de possession de son fief de Nemeskisfalud lors du recensement de 1718, en la personne de László Madarász, alispán et juge des nobles du comitat de Somogy.

### Membres notables
- László Madarász (1811-1909)[2], homme politique, il fut notamment ministre de la police durant la révolution hongroise de 1848. Frère du suivant.
- József Madarász (1814-1915)[3], homme politique hongrois, il fut président de la Chambre des représentants.
- Gyula Madarász (en) (1858-1931), ornithologue, peintre naturaliste et ancien chef du département d'ornithologie du Musée national hongrois.

## Madarász d'Eperjes

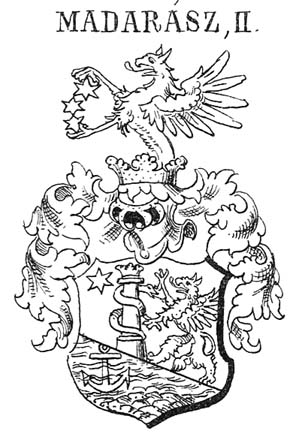
Armoiries de la famille "Madarász d'Eperjes".

Cette famille Madarász est originaire du comté de Gömör, en ancienne Haute-Hongrie. György Madarász, important marchand d'Eperjes, notamment dans le commerce de vin en gros, et agent d'influence et de renseignement du prince Georges Ier Rákóczi, est anobli avec ses frères par Ferdinand II en 1627 avec le prédicat "d'Eperjes" (eperjesi Madarász en hongrois ; Madarász von Eperies en allemand),.

### Membres notables
- Márton Madarász (ca 1590-1654), doyen, pasteur luthérien à Eperjes, homme de lettre.
- Márton Madarász, député (1655) puis conseiller de Kassa à partir de 1658, il est juge en chef (főbíró) de Haute-Hongrie (1664-1671).
- András Madarász (hu) (1797-1873), notaire de Nagyrőce, il devient un important maître de forges (vasiparos en hongrois). Père du suivant.
- Viktor Madarász (1830-1917), peintre romantique hongrois.
- Adeline Madarász (hu) (1871-1962), artiste peintre, fille du précédent.

## Madarász de Felső-Oroszi
Cette famille est originaire de Transylvanie et remonte à Péter Madarász (felsőoroszi Madarász Péter), anobli en 1610 par le prince Gabriel Ier Báthory,.

## Madarász de Felsőpulya
Cette famille Madarász portait jusqu'au XVIe siècle le patronyme de Pulai qui remonte à l'époque de Louis II de Hongrie, avec confirmation d'ancienne noblesse en 1610, 1719 et 1725.

### Membres notables
- János Madarász (1822-1910)[9], notaire royal.
- Adorján Madarász(1870-1956), haut magistrat, conseiller ministériel royal, chef de département puis parlementaire (1927-32).
- Elemér Madarász (1858-1929), secrétaire d'Etat au ministère hongrois de l'Intérieur (belügyi államtitkár).
- Elemér Rudolf Madarász (1882-1973), juge de district en chef, député au parlement de Hongrie.
- Oszkrár Madarász (1901-1981), producteur de cinéma [10].

## Sources, littérature
- Iván Nagy. Magyarország családai, Budapest
- A Pallas nagy lexikona
- Samu Borovszky: Magyarország vármegyéi és városai